# Troféu Asa Branca 2016
In 2016 werd de eerste editie gespeeld van de Troféu Asa Branca. De trofee werd gespeeld tussen de winnaar van de Copa do Nordeste 2015 Ceará en gastteam Flamengo. Ceará, nochtans niet actief in de Série A werd, na het nemen van strafschoppen, de eerste winnaar. 
|                         |                                 |       |                                                        |                                                                          |
| 2 januari 22:30 (UTC−3) | Ceará                           | 3 – 3 | Flamengo                                               | Castelão, Fortaleza Toeschouwers: 35.498 Scheidsrechter: César Magalhães |
| 2 januari 22:30 (UTC−3) | Siloé 26' Bill 49' Serginho 87' |       | 58' Emerson Sheik 83' (own) Salazar 86' Marcelo Cirino | Castelão, Fortaleza Toeschouwers: 35.498 Scheidsrechter: César Magalhães |
| 2 januari 22:30 (UTC−3) | Strafschoppen                   |       |                                                        | Castelão, Fortaleza Toeschouwers: 35.498 Scheidsrechter: César Magalhães |
| 2 januari 22:30 (UTC−3) | Bill Serginho Richardson Roni   | 4 - 3 | Sheik Alan Patrick Wallace Marcelo Cirino Guerrero     | Castelão, Fortaleza Toeschouwers: 35.498 Scheidsrechter: César Magalhães |

| Ceará | Flamengo |

## Winnaar
| Troféu Asa Branca de 2016 |
| Ceará                     |
| ------------------------- |
| CEARÁ Kampioen (1° titel) |

2016 · 2017